# Malcolm (Film)
Malcolm ist eine australische Kriminalkomödie aus dem Jahr 1986.

## Handlung
Der Mittdreißiger Malcolm Hughes ist ein schüchterner und skurriler Außenseiter, Straßenbahnfan, und zusätzlich mit kindlicher Naivität gesegnet. Er lebt in Melbourne seit dem Tod seiner Mutter allein in einem Haus und geht nur sehr selten raus. Stattdessen konstruiert er – teilweise aus herkömmlichen Alltagsgegenständen – bizarre und verrückte Apparaturen, die dem handwerklich begabten Mechanikgenie das Leben erleichtern. So lässt er sich beispielsweise seine morgendliche Milch durch ein ferngesteuertes Auto bringen.
Nachdem er seine eigene Straßenbahn gebaut hat, verliert Malcolm auch noch seinen Job bei den Verkehrsbetrieben von Melbourne. Er zieht sich dadurch immer mehr zurück – merkt aber bald, dass er durch den ausgebliebenen Lohn seine Rechnungen nicht mehr bezahlen kann. Auf der Suche nach einer neuen Einnahmequelle gerät er an Frank Baker und dessen Freundin Judith, die er als Untermieter bei sich aufnimmt. Frank ist gerade frisch aus dem Gefängnis entlassen worden. Malcolm, der von dem Gangsterpärchen fasziniert ist, schließt sich diesen kurzerhand an und beginnt eine kriminelle Laufbahn.
Unterstützt durch Malcolms Erfindungen und Franks Reputation als Gauner plant das Trio einen Bankraub. Obwohl es zu inneren Spannungen kommt, u. a. ausgelöst durch eine Affäre von Judith und Malcolm sowie Spannungen zwischen den grundverschiedenen Männern, ziehen die Drei den Coup durch. Dank Malcolms Konstruktionen wie beweglichen Aschenbechern, schießenden Spielzeugautos und ferngesteuerten Mülltonnen kann das Trio schließlich mit einer Millionenbeute entkommen und ein neues Leben beginnen.

## Trivia
- Malcolm war das Erstlingswerk von Regisseurin Nadia Tass und entstand in und um Melbourne. Obwohl der Film mit nur 1 Million Dollar Produktionskosten entstand, war die Beschaffung dieser Summe schwierig. Nachdem das australische Fernsehen und die Produktionsgesellschaft Victoria bereits Gelder zugesichert hatten, ging Nadia Tass mit einem ferngesteuerten Roboter bei einem weiteren möglichen Geldgeber hausieren. Diesen hielt der Roboter zum Scherz mit einer Spielzeugpistole in Schach, um die Herausgabe von Finanzierungsmitteln zu „erpressen“. Der amüsierte Mann beteiligte sich nach dieser Einlage an den Produktionskosten, die Tass somit zusammen hatte.
- Charles Tingwell, welcher den Straßenbahnaufseher spielt, feierte seine größten Erfolge mit den Miss Marple–Verfilmungen in den 1960er Jahren mit Margaret Rutherford, wo er den dienstbeflissenen Inspector Craddock verkörperte.
- Die von Malcolm gebaute Straßenbahn bestand aus einem Moped–Motor und Tramteilen. Nach Ende der Dreharbeiten wurde das Gefährt dem Straßenbahnmuseum Melbourne gestiftet, wo es noch heute besichtigt werden kann.
- Das in zwei Hälften teilbare gelbe Fluchtauto des Bankraubs, ein umgebauter Honda Z360, verschwand nach Ende der Dreharbeiten spurlos. Erst Ende der 1990er Jahre tauchte es wieder auf, nachdem ein Mann, welcher ein möbliertes Haus in Melbourne erworben hatte, es in der zum Haus gehörenden Garage fand.
- Für die Schlusseinstellung, welche in Lissabon spielt, ist nur John Hargreaves tatsächlich in der portugiesischen Hauptstadt gewesen. Man sieht, wie er aus einer örtlichen Bank kommt und die Straße überquert. Die anschließende Szene, in der er bei Malcolm und Judith in einem Café platznimmt, wurde wieder in der Innenstadt von Melbourne gedreht (was dem geübten Betrachter auch dadurch auffällt, dass die Straßenbahnen und Autos auf der "falschen" Seite fahren).
- Das ferngesteuerte Auto des Films ist ein Tamiya Sand Scorcher (Model Nummer 58016).